# Spencer Cox
Spencer Cox, född den 11 juli 1975, är en amerikansk politiker och delstatens Utahs guvernör sedan 2021. Han representerar Republikanska partiet.

## Bakgrund och privatliv
Cox är född i en liten kommun som heter Fairview, cirka två timmar från Salt Lake City, där han också växte upp. Han studerade statskunskap vid Utah State University och blev färdig med kandidatexamen år 1998. Han fortsatte sina studier på Washington and Lee University och utexaminerade som jurist år 2001.
Cox är gift med Abby Palmer och paret har fyra barn. Han spelar basgitarr i en garagebandet UpSide.

## Politisk karriär
Cox började sin politiska karriär år 2004 då han valdes till Fairviews kommunfullmäktige. I oktober 2013 blev Cox Gary Herberts viceguvernörskandidat. Han har tidigare tjänstgjort som representant i Utahs representanthus och som Fairviews borgmästare.
I juli 2020 nominerade Republikanerna i Utah Cox till sin kandidat i årets guvernörsval. Hans motkandidat var Demokraternas Chris Peterson. Cox vann 63 % av rösterna och tillträdde 4 januari året därpå.
År 2022 valdes Cox till viceordförande till National Guvernors Association.